# Бурабай (посёлок)
Бураба́й (каз. Бурабай, с 1910 года до 24 августа 2005 года — курортный посёлок Борово́е) — климато-лечебный курорт с 1910 года в Акмолинской области Казахстана. Административный центр Боровской поселковой администрации. Возведён у одноимённого озера. Санатории, грязелечебницы и так далее. Сезон — круглый год. Основным показанием для лечения в санаториях Бурабая является наличие туберкулёза (в том числе в открытой форме) и заболеваний органов дыхания.

## География
Посёлок расположен в северной части Бурабайского района, на расстоянии примерно 65 километров (по прямой) к юго-востоку от административного центра области — города Кокшетау, в 20 километрах к северу от железнодорожной станции «Курорт Боровое» (в городе Щучинске).
Расположен на Кокшетауской возвышенности на высоте около 480 метров, в сосновом бору, на перешейке, разделяющем озёра Бурабай и Большое Чебачье.
Бурабай называют «жемчужиной Казахстана» и «казахстанской Швейцарией». В национальном парке Бурабай расположено 14 крупных озёр, в том числе Бурабай, Щучье, Катарколь, а также множество мелких озёр. Визитной карточкой Борового называют гору Кокшетау высотой 947 метров.
Фауна Бурабая включает около 300 видов позвоночных, флора — около 800 видов лесных, луговых, солончаковых растений.

## Население
| 1939  | 1959  | 1970  | 1979  | 1989  | 1999  | 2009  |
| ----- | ----- | ----- | ----- | ----- | ----- | ----- |
| 4919  | ↗5382 | ↗6102 | ↗7269 | ↗7285 | ↘5523 | ↘4225 |
| 2021  |       |       |       |       |       |       |
| ↘3503 |       |       |       |       |       |       |

## Экономика
В ноябре 2009 года сдан в эксплуатацию первый в Казахстане 6-полосный автобан Астана — Щучинск.

## Религия
Православные храмы
Бурабай административно относится к Макинскому городскому благочинению Кокшетауской и Акмолинской епархии Казахстанского митрополичьего округа Русской православной церкви (МП).

## Бурабай в филателии
В 1998 году был выпущен почтовый блок, включающий марки 240—241, посвящённый озеру Бурабай.

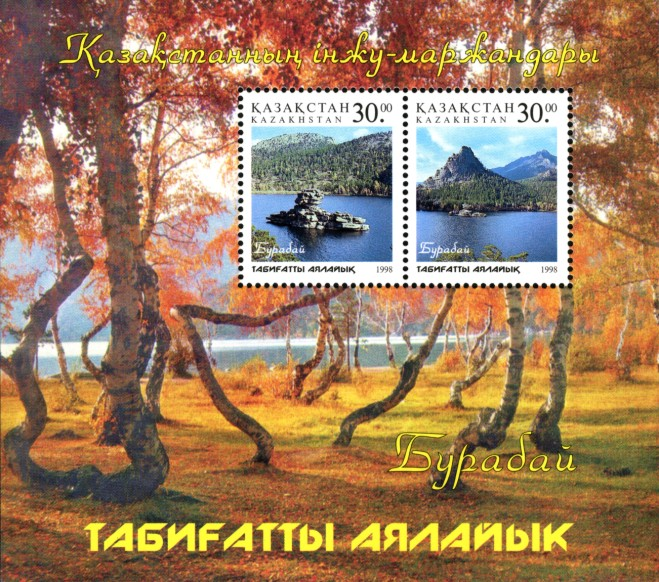
Почтовый блок Казахстана, посвящённый Боровому
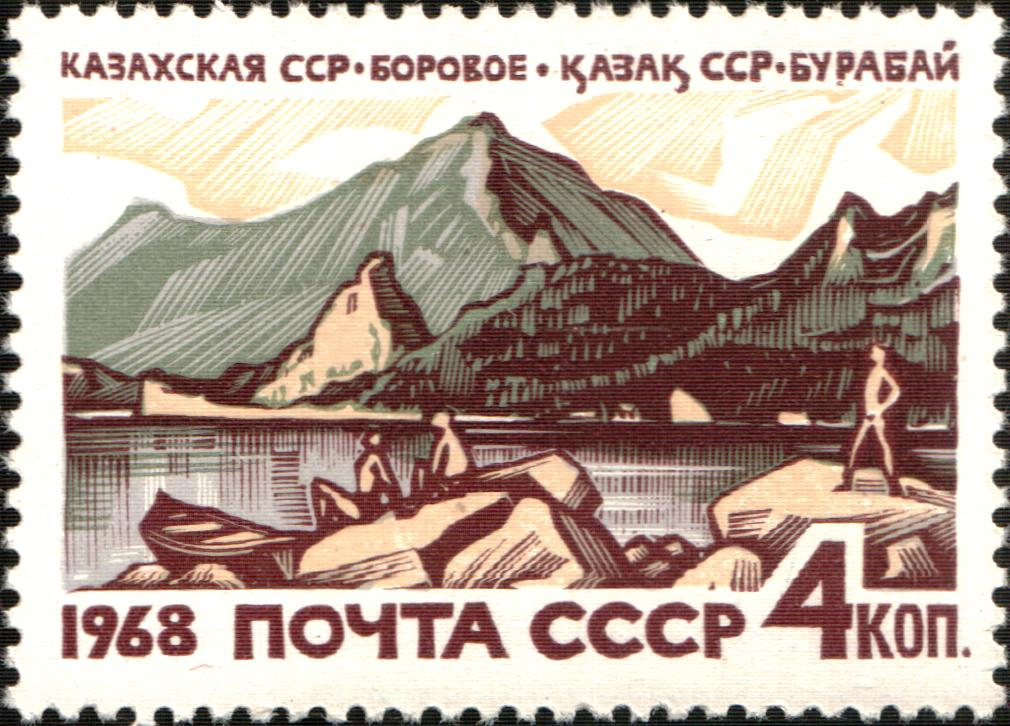
Почтовая марка СССР, 1968 год
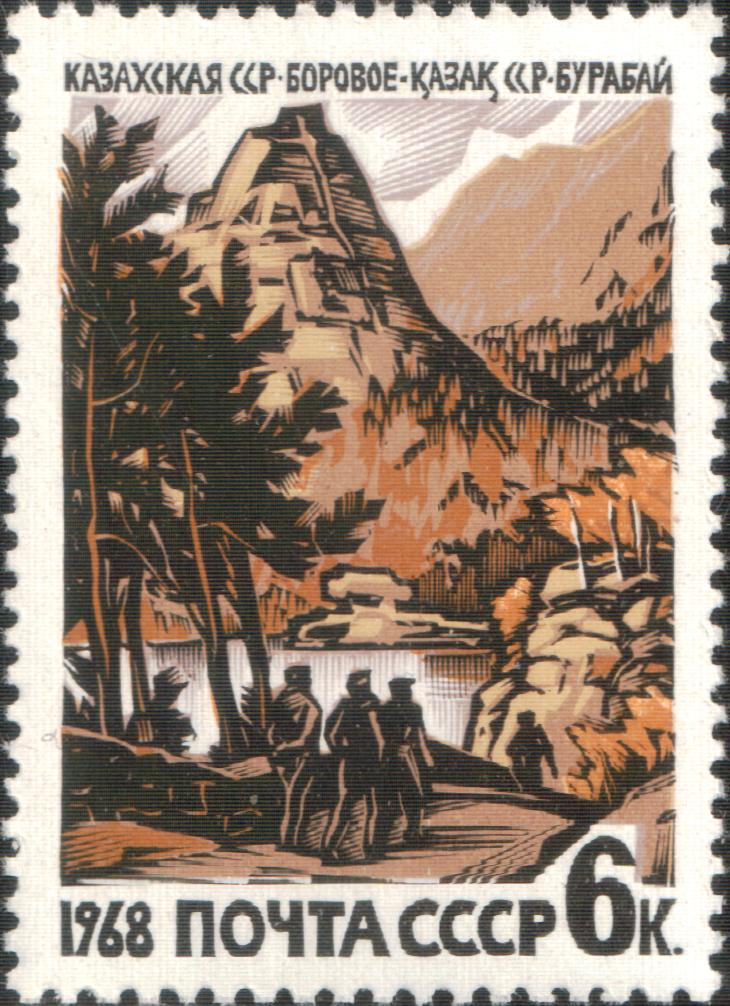
Почтовая марка СССР, 1968 год

## Виды Борового

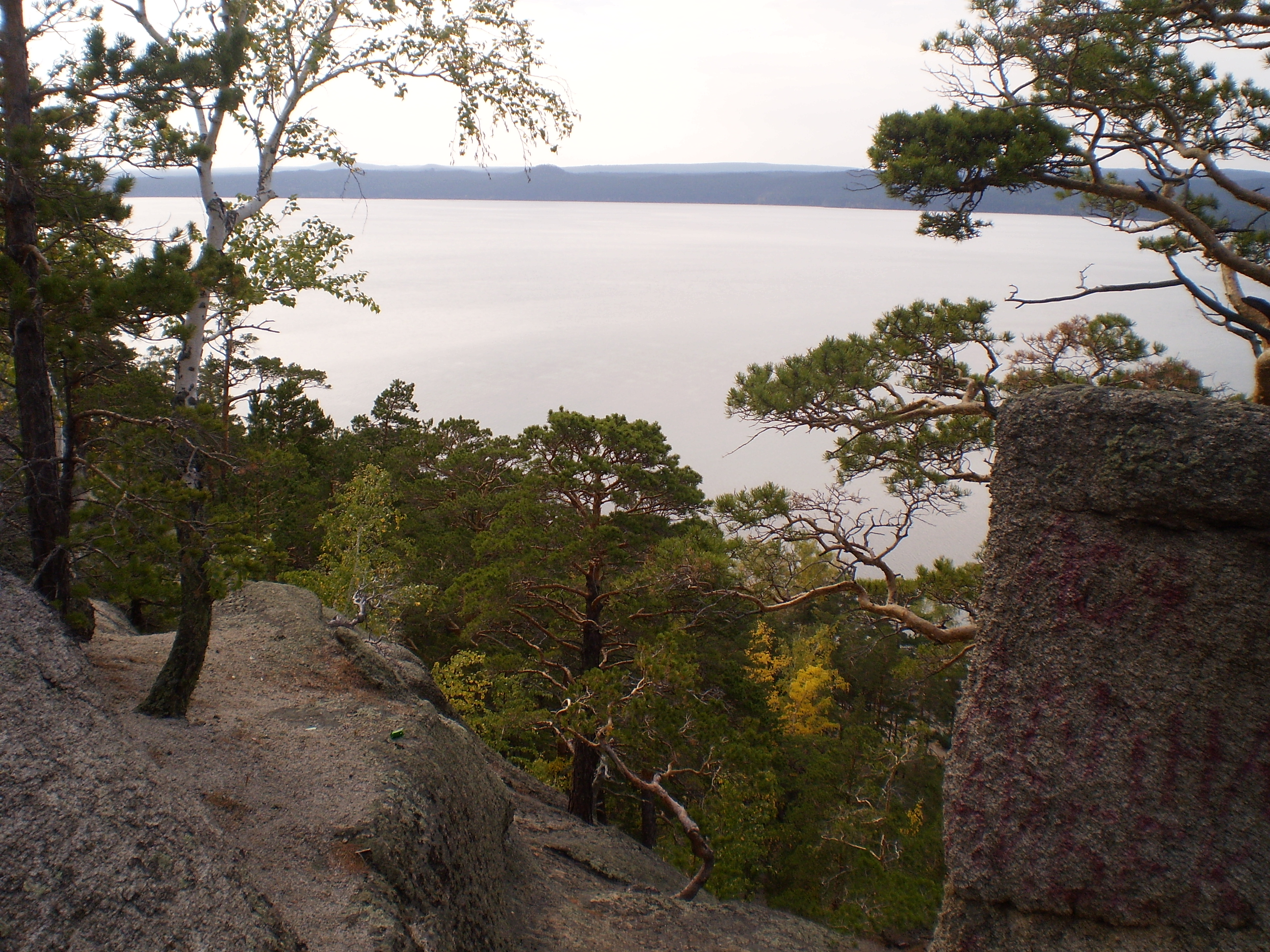
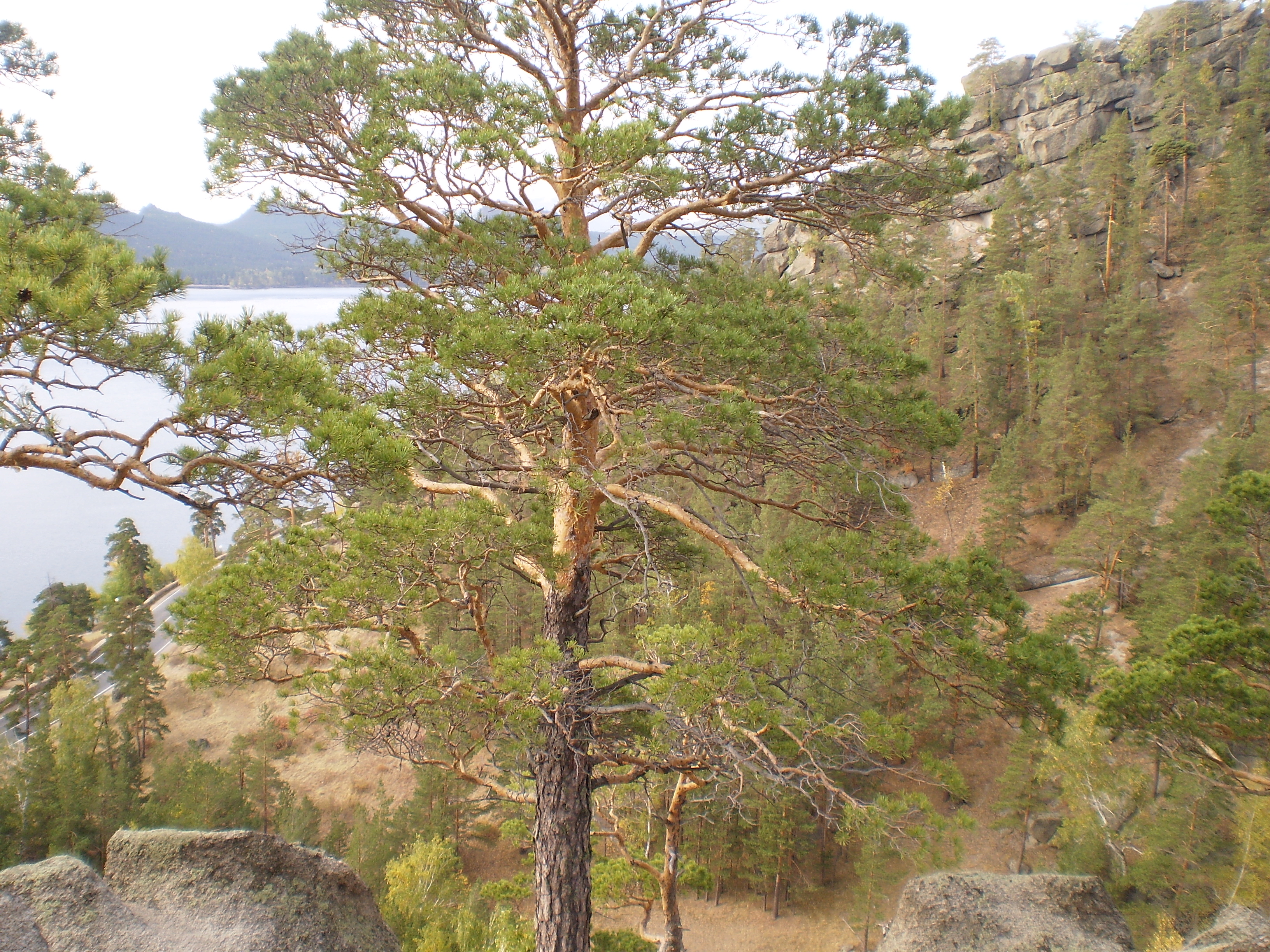
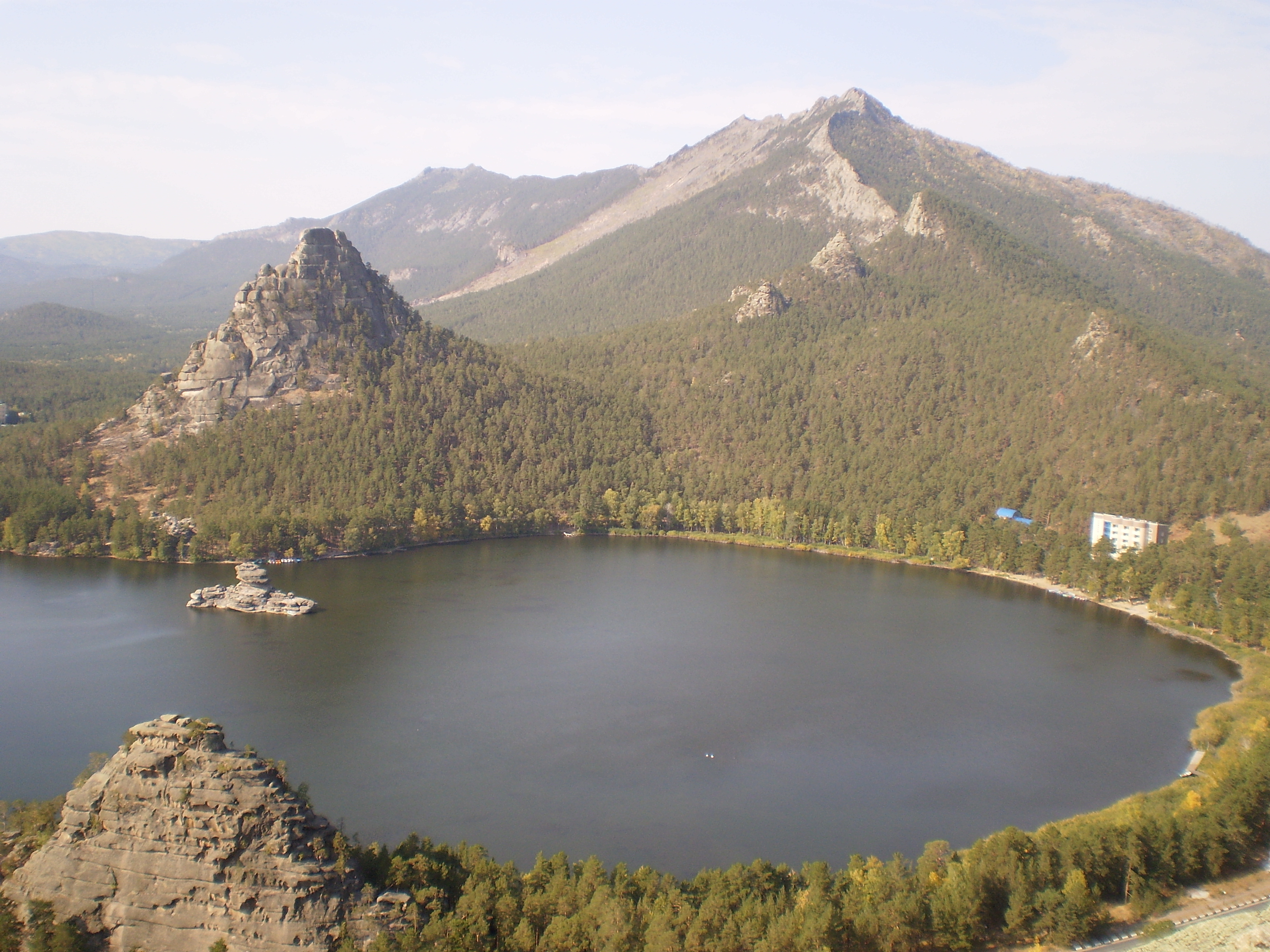
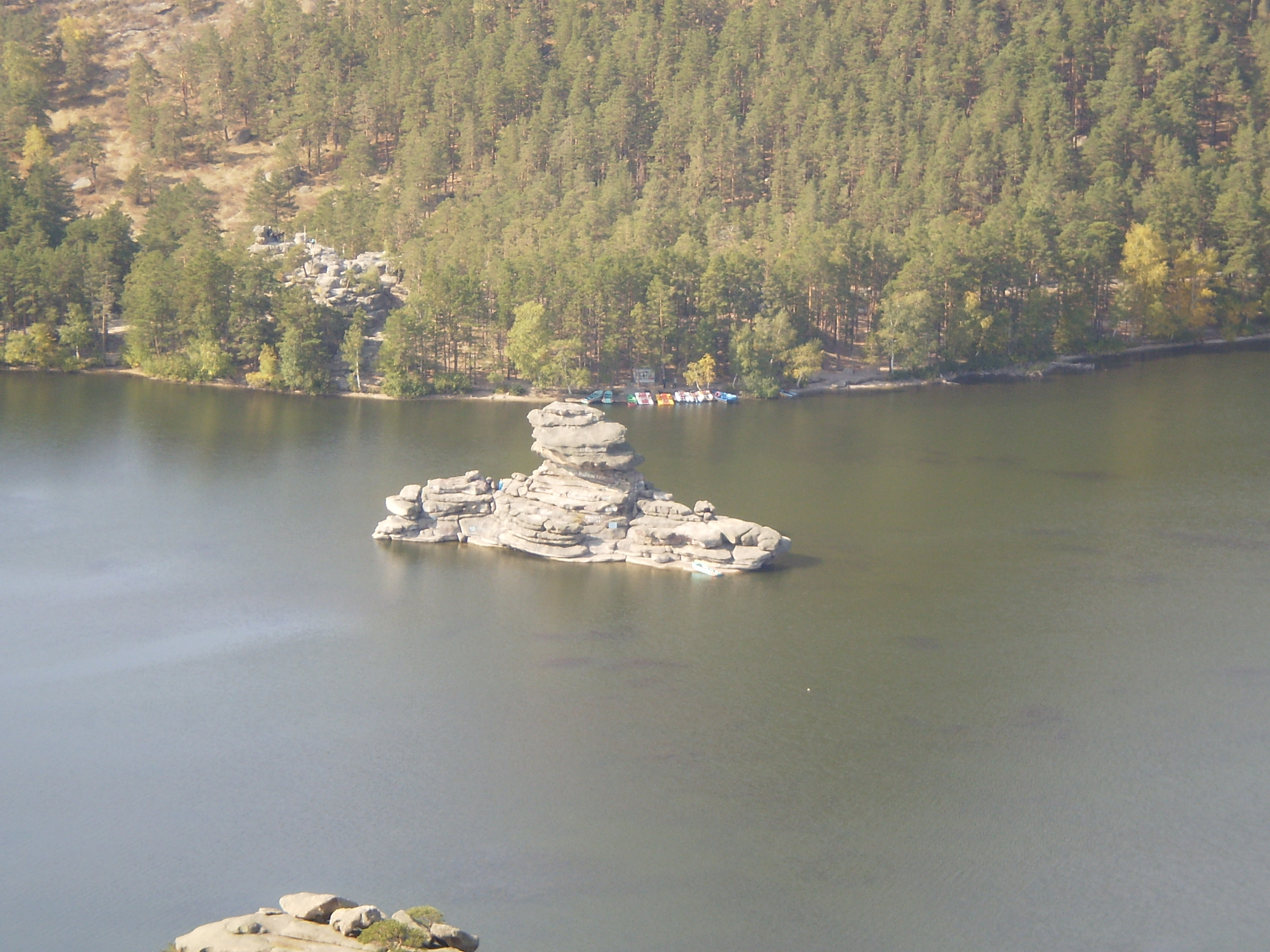
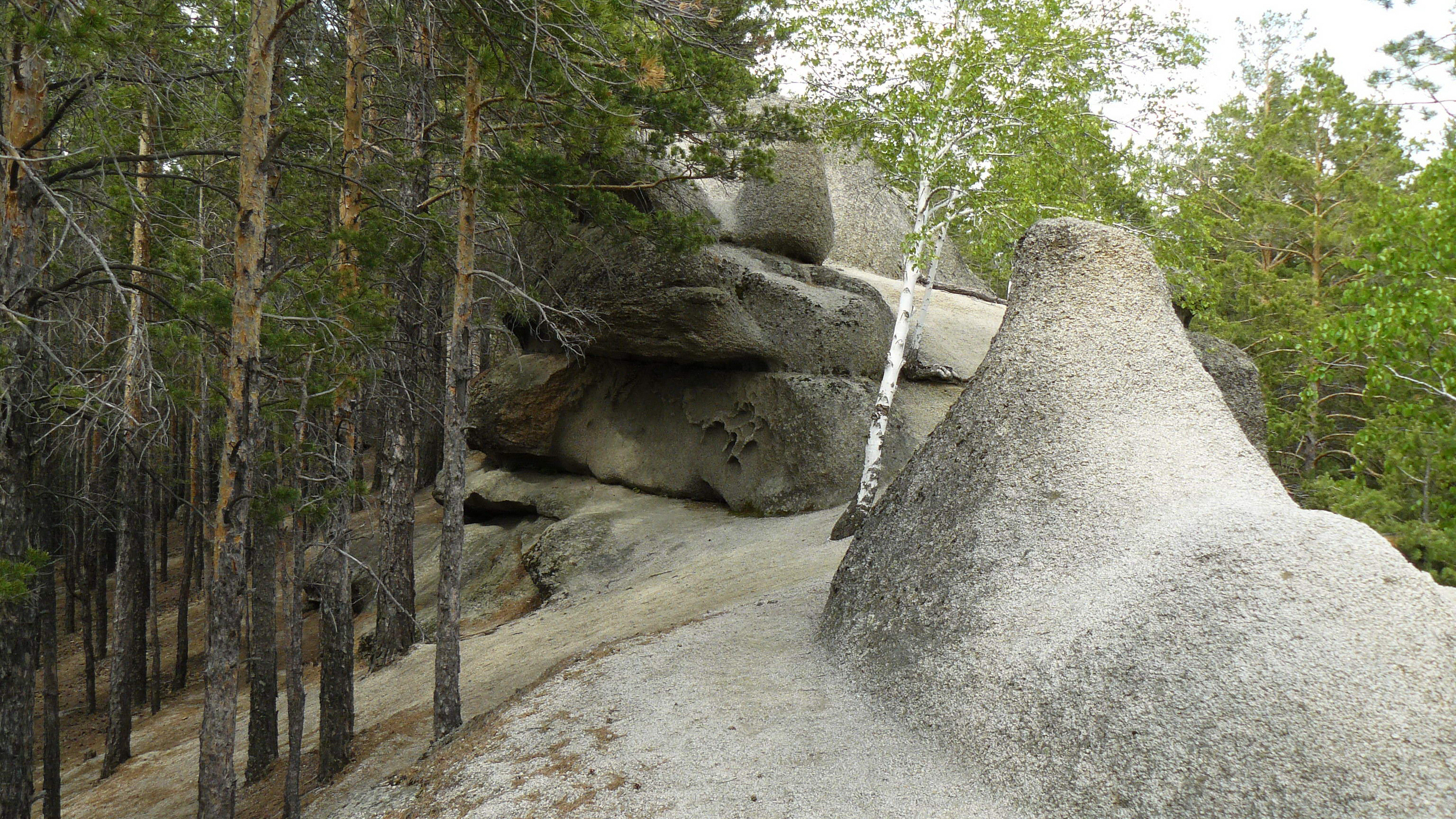
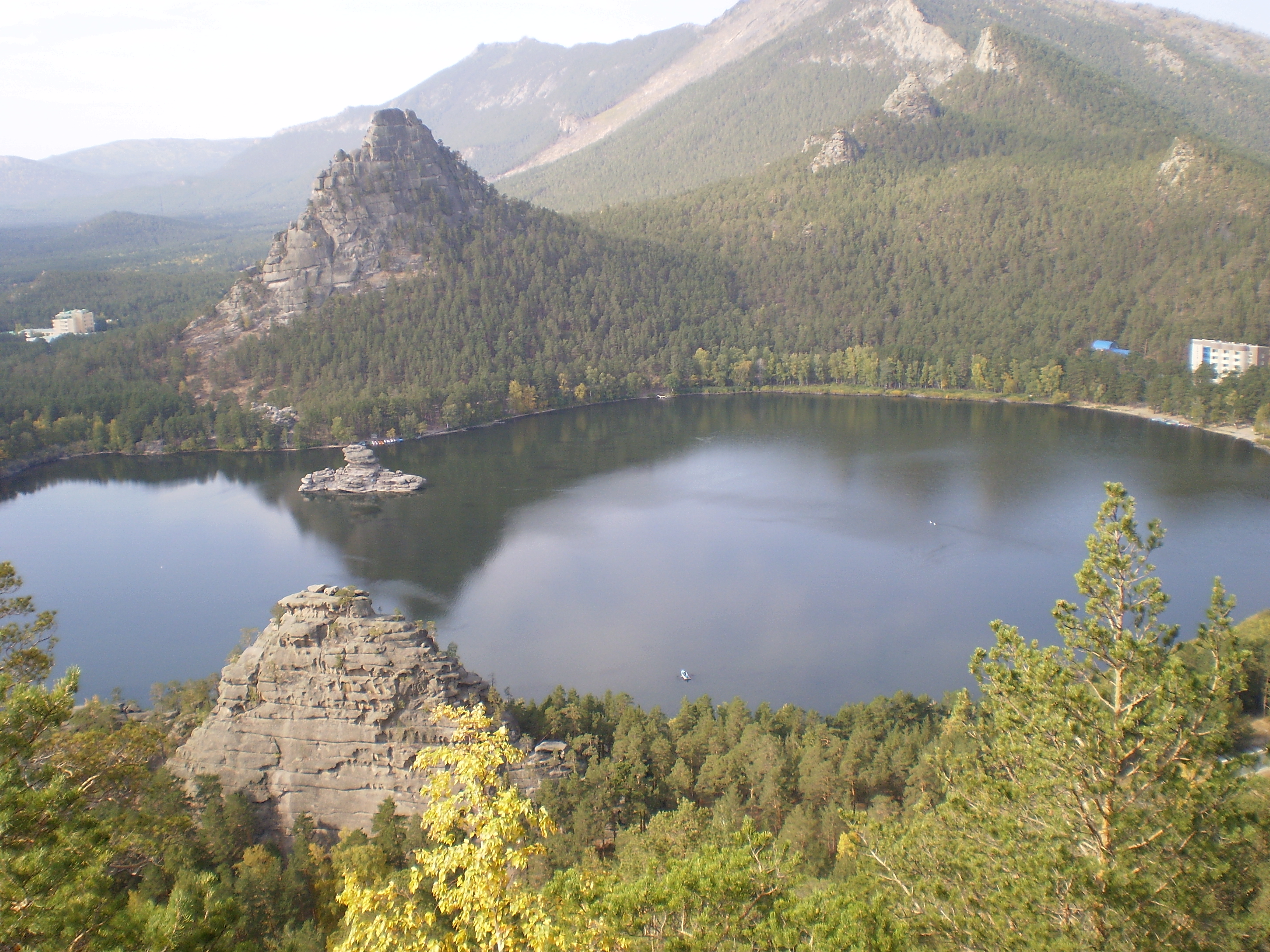
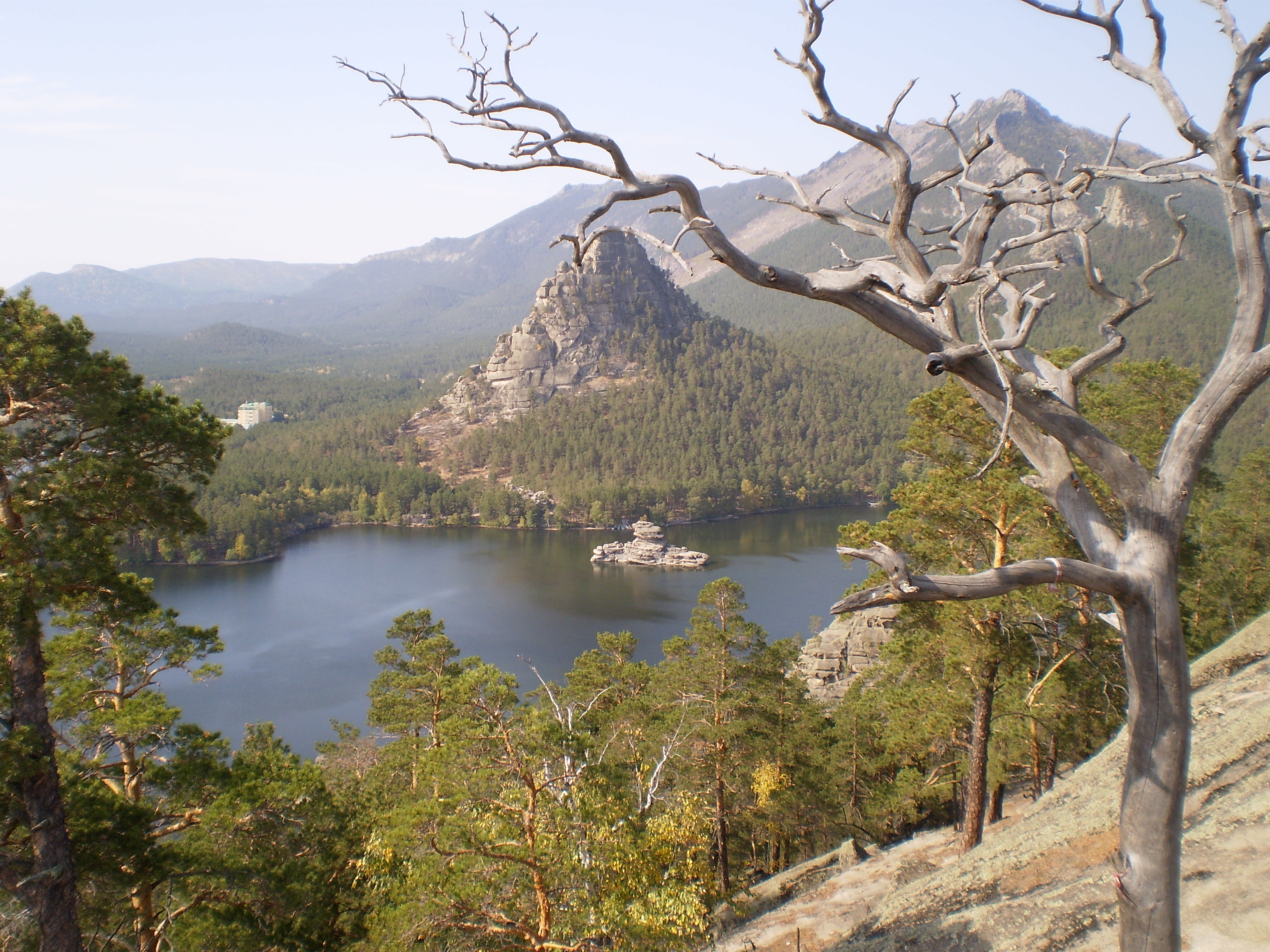
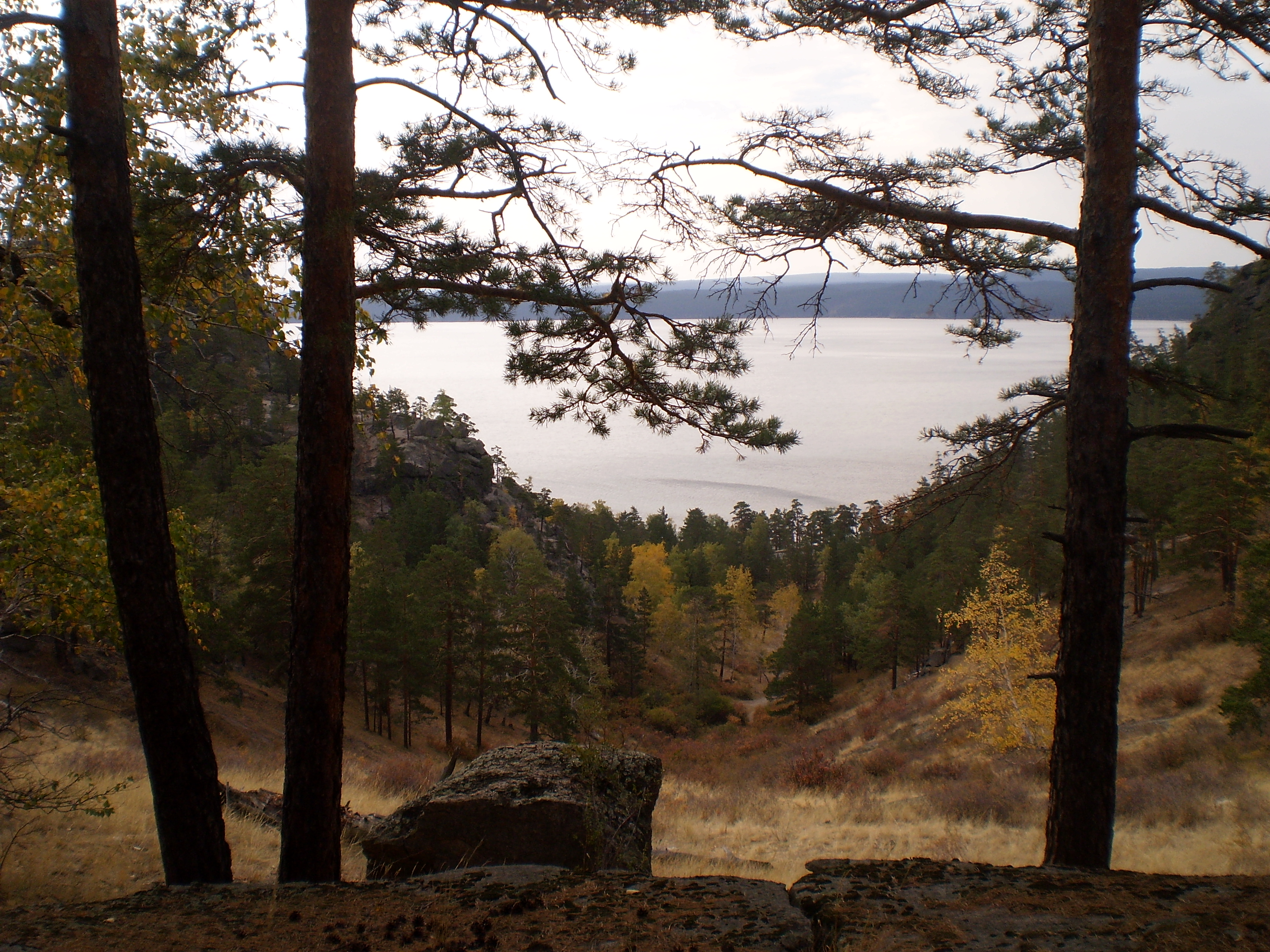
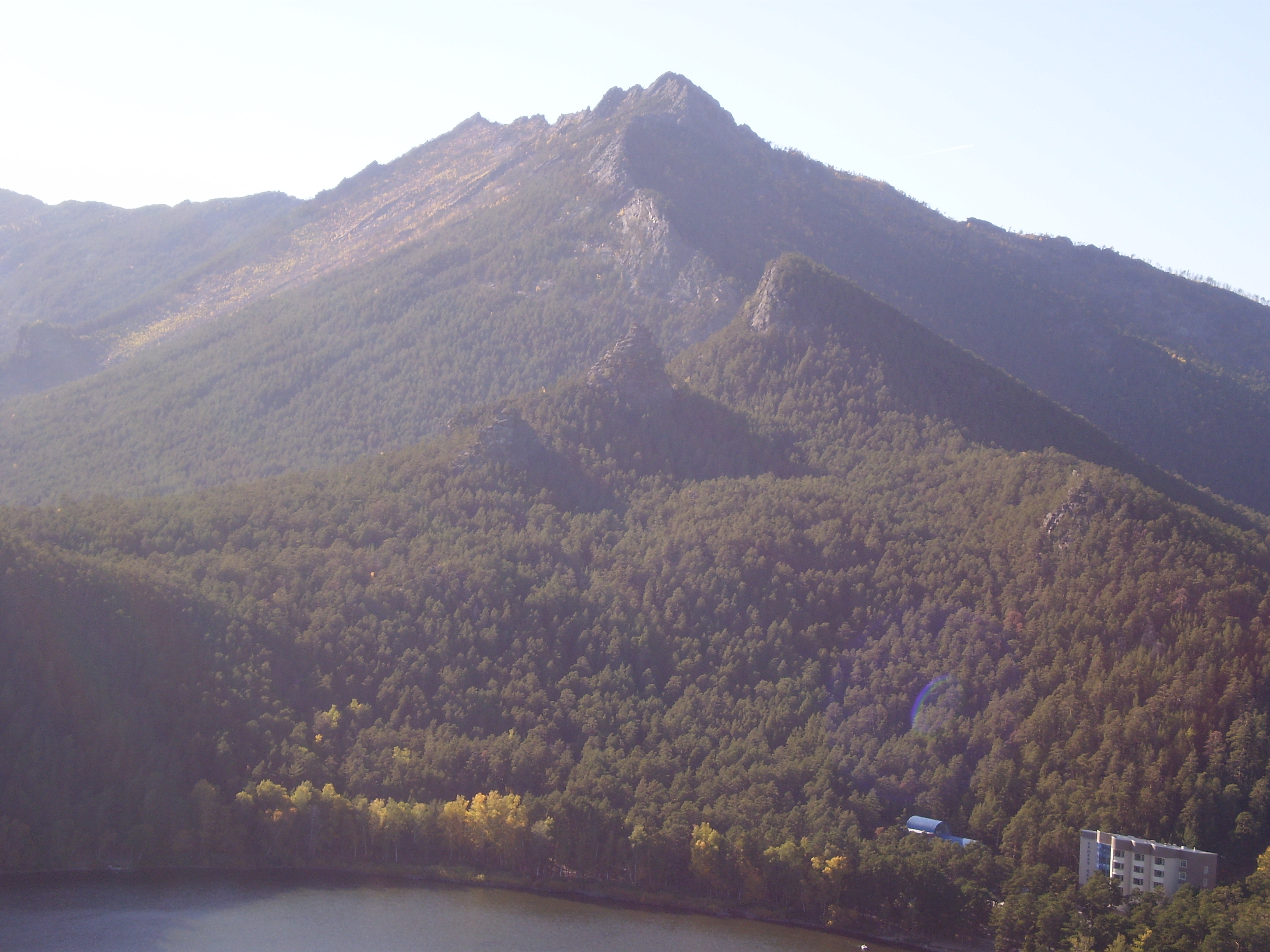
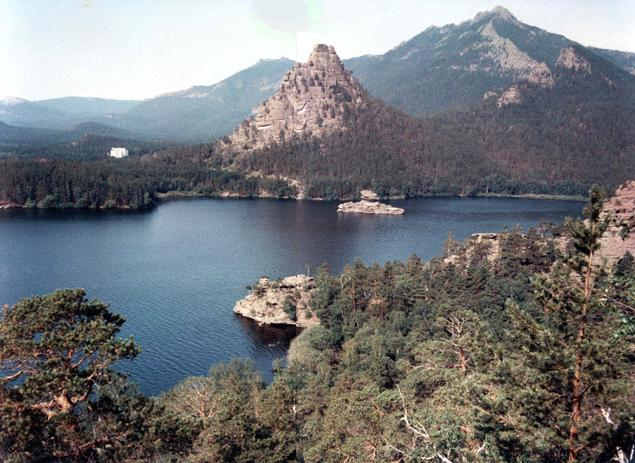
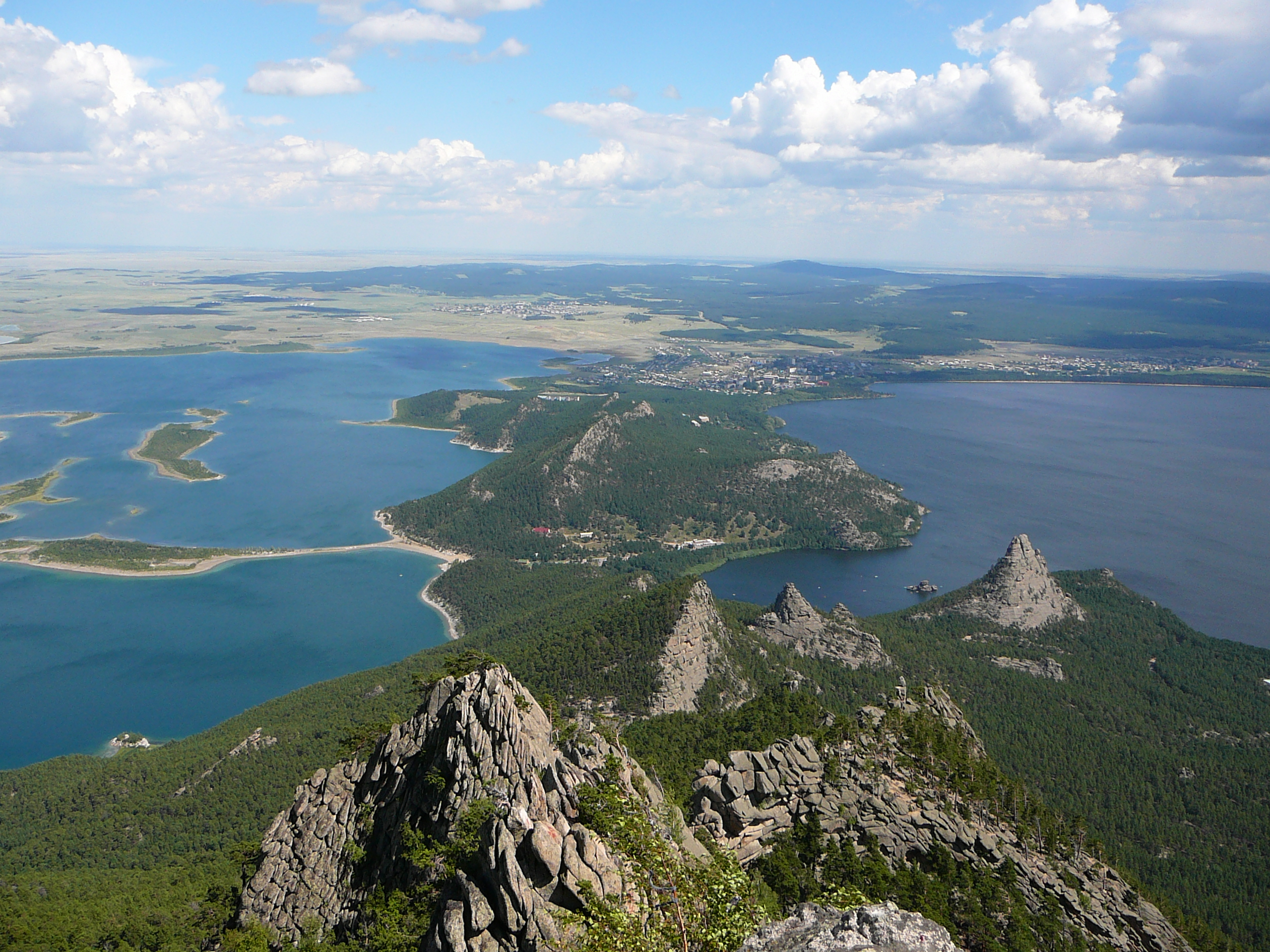
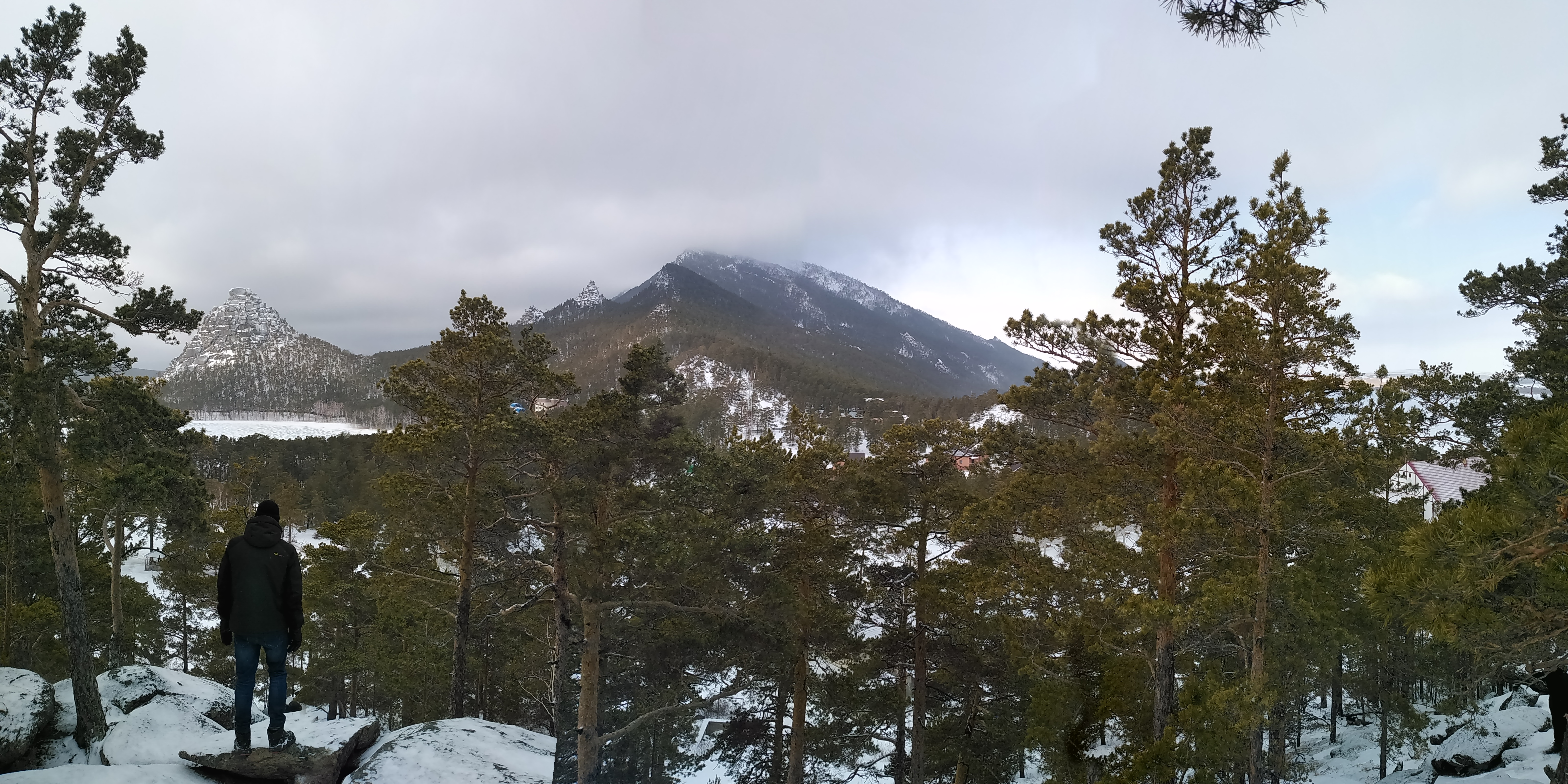

## Известные жители и уроженцы
В посёлке родился Герой Советского Союза Пётр Михайлович Меньшиков.